# Renée Trente-Ganault
Pour les articles homonymes, voir Ganault.
Renée Trente-Ganault est une athlète française née le 9 octobre 1907 à Paris et morte le 26 juillet 2004 à Cavaillon.

## Biographie

### Famille
Renée Trente est la fille d'une couturière et d'un manœuvre.

### Carrière sportive
Ses clubs successifs furent l'AS Philotechnique en 1925, puis surtout l'Alsacienne Lorraine Paris à partir de 1926,.
Spécialiste de cross-country et de demi-fond, elle est élue crosswoman du siècle par la fédération française d'athlétisme, tant ses victoires furent nombreuses entre 1925 et 1946. Elle remporte le cross de l'Auto en 1930 et le cross du comité de Paris de 1929 et se classe seconde au cross de La Dernière Heure en 1929 derrière Ida Degrande.
En 1925, elle se classe troisième aux championnats de France de cross-country remporté par Suzanne Thuault. Elle est ensuite championne de France de cross-country à trois reprises: en 1929 devant Sébastienne Guyot, 1941 et 1942 (et 2 × 2e, 4 × 3e). Elle est dans cinq sélections internationales en équipe de France A d'avant-guerre en cross-country.
Elle arrive neuvième au cross des nations de 1938 (en).
Elle remporte le championnat de Paris de 1942.

### Reconversion
Renée Trente est employée de banque.